# Can Bellveí
Can Bellveí és una masia del municipi d'Anglès. Està situat al veïnat del Pla d'Amunt, a la serra del Peredol, a una alçada de 455 msnm. Forma part de l'Inventari del Patrimoni Arquitectònic de Catalunya.

## Descripció
Es tracta d'una masia de dues plantes i golfes coberta amb una teulada a dues aigües de vessants a laterals que combina cornisa catalana amb una petita franja de cornisa formada per una filera de rajols en punta de diamant. És una masia que, pels seus trets constitutius, la podríem enquadrar dins d'una segona tipologia o família de masies. Les masies que es corresponen amb aquesta segona tipologia comparteixen tota una sèrie de trets comuns, com ara el fet de tenir la coberta inclinada cap a les dues façanes laterals de l'edifici. En general corresponen a les masies més abundants, construïdes en una sola etapa amb data corresponent als segles XVI, XVII i xviii. Compositivament solen estar formades per tres crugies d'una clara racionalitat arquitectònica. Moltes vegades l'ampliació de la masia ha portat a la construcció de petits cossos laterals destinats a l'ampliació de corts, porxos, etc., fent variar ostensiblement la fesomia de l'edifici.
A la planta baixa destaca el gran portal adovellat d'arc de mig punt amb unes dovelles de mida mitjana però ben escairades. En la clau central de la volta apareix la data de 1584. Pel que fa al primer pis o planta noble, trobem quatre obertures de similar tipologia, és a dir: rectangulars, amb llinda monolítica horitzontal, muntants de pedra ben escairats i ampit treballat. Sota els ampits trobem la solució que consisteix a disposar tres pedres com a mesura de reforç i suport en el sosteniment de la finestra. Destaca especialment la finestra central, tant per la seva mida més pronunciada com per la inscripció que conté la llinda. És una inscripció de difícil lectura on s'identifica el nom de l'encomanador, la decoració floral de la base de la llinda i un «me fecit any 1609».
La masia, amb el pas del temps, ha experimentat diverses intervencions com és el cas del segon pis, que s'ha traduït en unes golfes amb tres finestres d'arc de mig punt. Dins d'aquest apartat també cal contextualitzar l'obertura d'un portal i diverses finestres en la planta baixa i l'adossament al sector dret d'un cos de dues plantes, de les quals en destaca la principal amb una doble arcada de mig punt i cornisa de dents de serra.
Immediatament adossada a la masia trobem una gran construcció que es dreça a la part posterior de la casa. Es tracta d'un gran immoble de tres plantes i coberta a dues aigües de vessants a façana on predomina en les diverses façanes les obertures d'arc de mig punt amb trencaaigües, concentrades sobretot en el primer i segon pis. D'aquesta última cal destacar la petita construcció avançada que es troba a l'altura del segon pis a la qual s'accedeix a través d'una petita escalinata i que actuaria com a rebedor.

## Història
La masia original, amb el nom de Bellveí, consta en el fogatge de 1497 i en un capbreu de 1557. La gran construcció de tres plantes, adossada a la masia primigènia, exercia les tasques de balneari per a tuberculosos. Aquest edifici caldria datar-lo a principis del segle xx, entorn del 1918, com molt bé apunta una font que es troba en les proximitats de l'immoble, que conté la inscripció: "Font la Mestressa 1918".
Va ser edificat pel Dr August Pi i Gibert, casat amb la Sra Carme Font i de Cots, qui va heretar del seu pare,Joaquim Font de Vinyals(advocat i propietari) aquesta gran finca,que inicialment tenia més de 500 ha i 5 cases pairals més .